# Subdivisões da Malásia
A Malásia é uma federação composta de 13 estados (Negeri, em malaio). Onze estados encontram-se na península Malaia, enquanto que dois localizam-se na ilha de Bornéu. Há também três territórios federais.

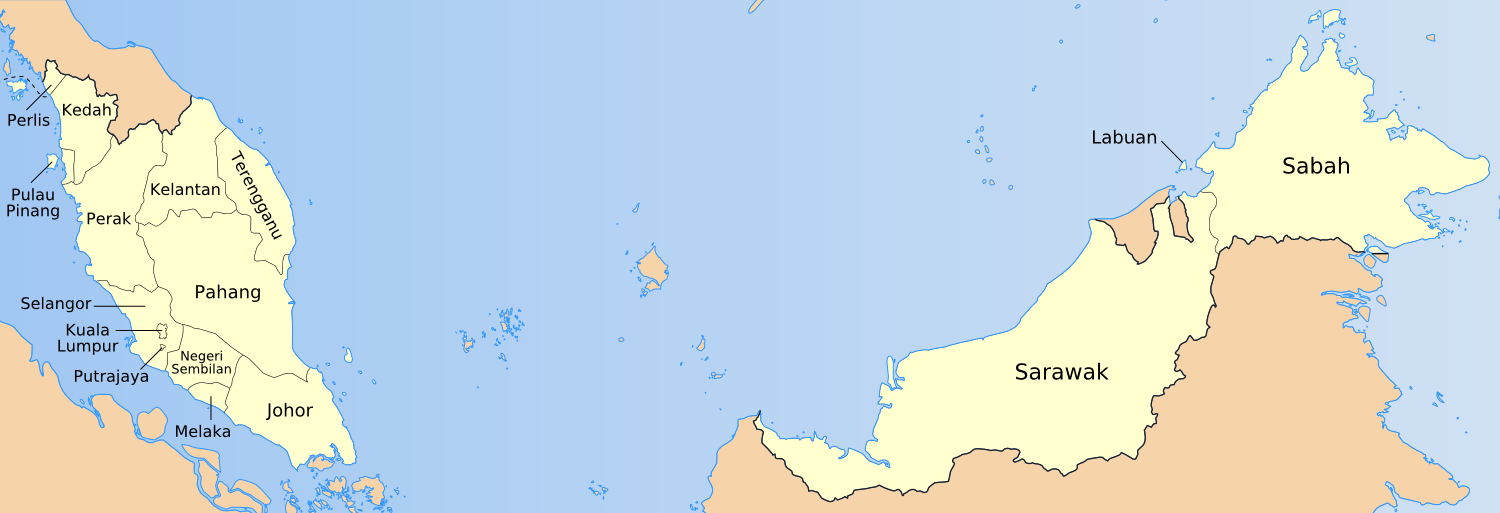
Mapa da Malásia com a sua divisão em estados.

## Malásia Ocidental, na península Malaia
- Estados (capitais dos estados entre parênteses):
  -  Malaca (Malaca)
  -  Monarquia Eletiva de Negri Sambilão (Seremban)
  -  Penão (George Town)
  -  Reino de Perlis (Kangar)
  -  Sultanato de Jor (Johor Bahru)
  -  Sultanato de Calantão (Kota Bharu)
  -  Sultanato de Pão  (Kuantan)
  -  Sultanato de Peraque (Ipoh)
  -  Sultanato de Quedá (Alor Star)
  -  Sultanato de Selangor (Shah Alam)
  -  Sultanato de Trenganu (Kuala Trenganu)

- Territórios federais:
  -  Território Federal de Kuala Lumpur (capital legislativa federal)
  -  Território Federal de Putrajaia (capital administrativa federal)

## Malásia Oriental, em Bornéu
- Estados (capitais estaduais entre parênteses):
  -  Sabá (Kota Kinabalu)
  -  Sarauaque (Kuching)

- Território Federal:
  -  Território Federal de Labuão (Vitória)

## Governo
Nove dos estados malaios possuem soberanos hereditários como chefe de Estado e um ministro-chefe (ou Menteri Besar) como chefe de Governo, este último eleito pelo voto popular e responsável politicamente pelo poder Executivo.
Os soberanos de Jor, Quedá, Calantão, Pão, Peraque, Selangor e Trenganu recebem o título de sultão, por serem estados predominantemente muçulmanos. Somente o soberano eletivo de Negri Sambilão recebe o raro título autóctone malaio de Yang di-Pertuan Besar, e apenas o chefe de Estado de Perlis possui o título de rajá, reminiscência do período hindu.
O rei federal (ou Yang di-Pertuan Agong) é eleito (na prática, um rodízio) entre os nove soberanos para um mandato de cinco anos. Cada uma das ex-colônias britânicas de Penão e Malaca (na península) e de Sabá e Sarauaque (em Bornéu) possui um governador indicado pelo governo federal, com o título de Yang di-Pertua Negeri ("chefe de Estado"), ademais de um ministro-chefe executivo.
Em tese, são da competência legislativa dos estados os temas que não estejam previstos no anexo 9 da constituição da Malásia, embora os tribunais e juristas interpretem aquele dispositivo constitucional extensivamente, de modo a reduzir a margem de manobra dos estados. O anexo 9 relaciona, de maneira expressa, os temas da competência legislativa exclusiva dos estados: posse de terras, religião islâmica e governo local.